# Palais de justice de Sofia
 (juin 2023).

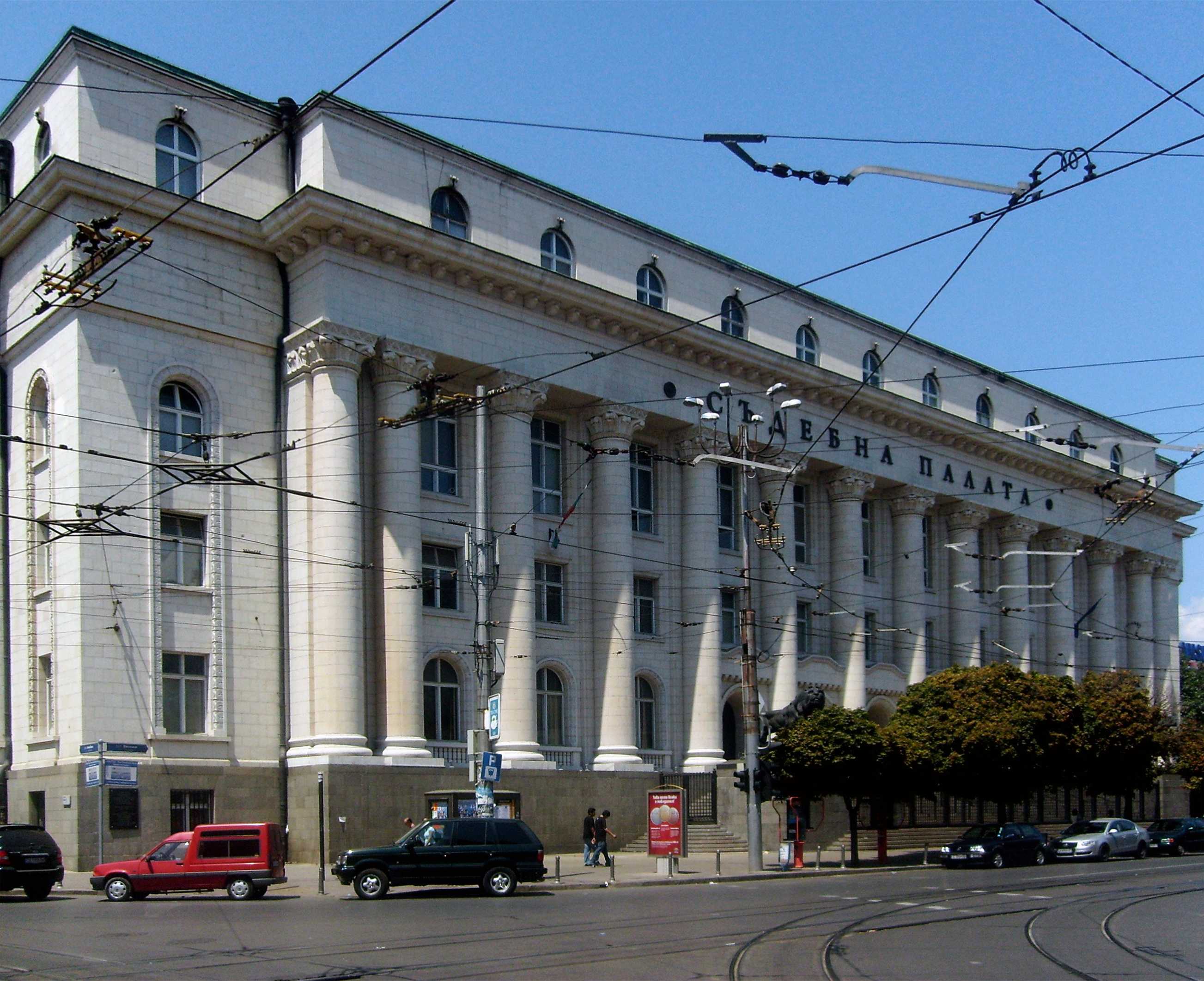
Vue de la façade

Le palais de justice de Sofia (en bulgare : Съдебна палата, Sadebna palata, littéralement Palais de Justice) est un bâtiment de Sofia, la capitale de la Bulgarie, abritant plusieurs tribunaux de la ville. 

## Histoire et description
La nécessité d'un bâtiment unique pouvant abriter tous les tribunaux de Sofia a été soulevée en 1926 avec la création du fonds des bâtiments judiciaires. La construction a commencé en 1929 et s'est terminée en 1940. Alors qu'il s'agissait du premier édifice de ce style monumental sévère dans la ville, sa construction a été suivie par la Banque nationale bulgare dans les années 1930 et le Largo dans les années 1950. Le plan architectural initial était l'œuvre de Nikola Lazarov, redessiné plus tard par Pencho Koychev. Le bâtiment de quatre étages (et deux sous-sols supplémentaires) s'étend sur une surface au sol de 8 500 mètres carrés et compte 430 locaux, dont 24 salles d'audience, une bibliothèque et une salle de banque, totalisant 48 000 mètres carrés de surface utile.

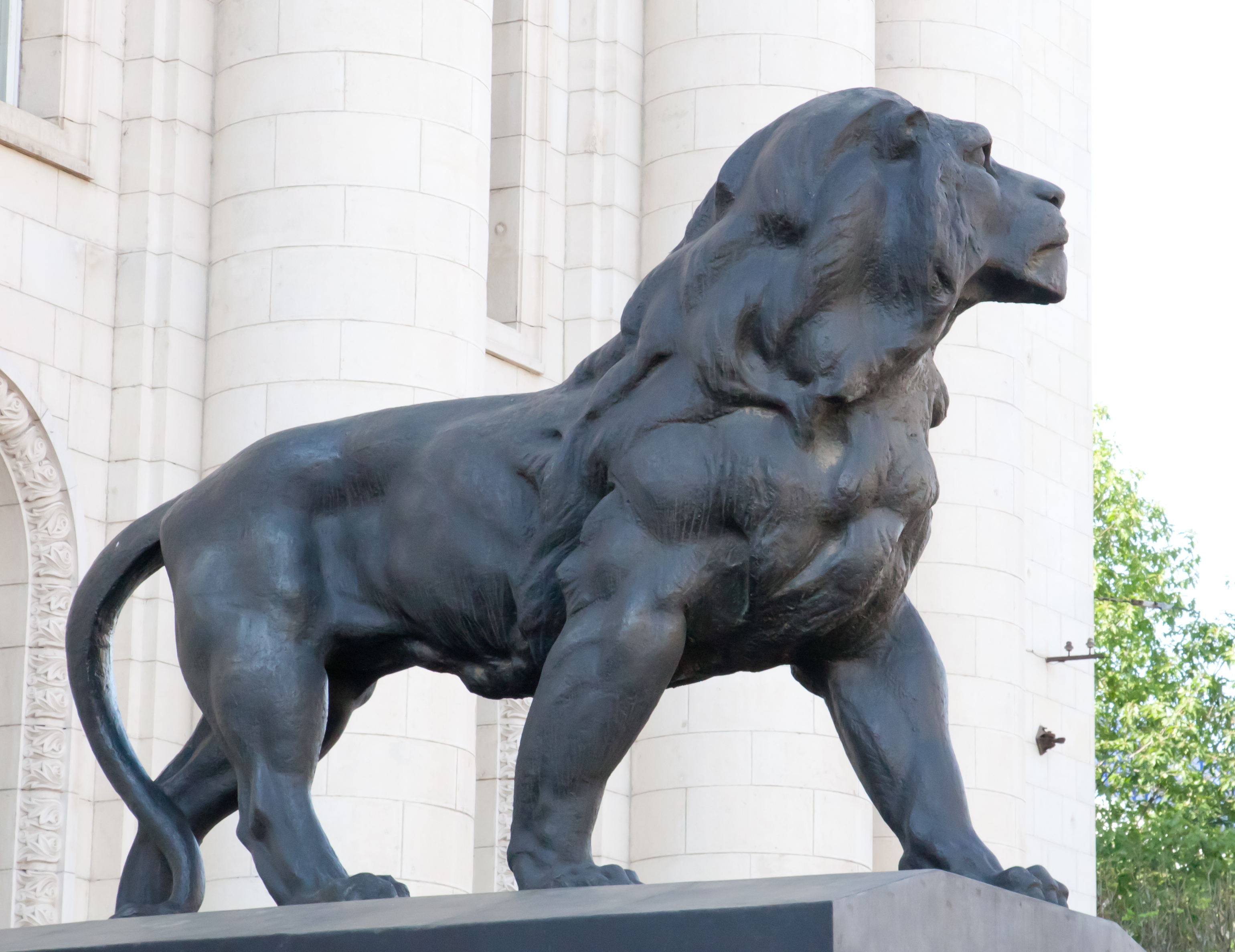
L'une des statues de lion devant le palais de justice

La façade comporte cinq grandes portes et 12 colonnes. Le Palais de justice est de style éclectique, réunissant plusieurs thèmes classiques, avec un quatrième étage en lieu et place d'une balustre, et des décorations de style roman et byzantin sur les portes, les fenêtres et les encorbellements.